# SB19
SB19是成立於2018年的菲律賓男子音樂團體，由Pablo、Josh、Stell、Ken和Justin組成。他們因對當代菲律賓流行音樂（Pinoy pop）領域的貢獻而備受矚目，是首個獲得告示牌音樂獎提名的東南亞藝人，同時亦是首個登上告示牌社群50榜單前十名的東南亞團體。
因其在將菲律賓流行音樂推向國際舞臺方面的重大貢獻，SB19被公眾與多家媒體譽為「P-pop之王」。該團體將其音樂定位為Pinoy pop的一部分，該類型是原創菲律賓音樂（Original Pilipino Music, 簡稱OPM）的子類別。

## 演藝生涯

### 2018－2020年：組團與首張專輯
2016年，韓國公司ShowBT集團的子公司ShowBT Philippines舉辦了一場藝人選拔，目的是將K-pop本地化推廣至其他亞洲國家。
候選人經歷了一個嚴格的、受南韓模式啟發的訓練營，包括體能訓練及「性格培養」課程。表現不達標的練習生會被淘汰回家，最終選出七名成員。訓練仍持續進行，每天訓練時間超過九小時。在這七人當中，Stell繼續留在ShowBT，三人選擇退出，Pablo、Josh與Justin曾一度離開，後來改變主意重新回到團隊。曾參加甄選的Ken也加入了團體，這五人最終成為現今SB19的成員。Pablo（最初以藝名Sejun活動）是該團體的隊長。
SB19於2018年10月26日以抒情單曲〈Tilaluha〉正式出道。隨後於2019年7月19日推出節奏明快的第二支單曲〈Go Up〉。

## 外部連結
- 维基共享资源上的相關多媒體資源：SB19
- （英文）官方网站